# Trolejbusy w Mediaș
Trolejbusy w Mediaș − system komunikacji trolejbusowej w rumuńskim mieście Mediaș.
Trolejbusy w Mediaș uruchomiono 22 sierpnia 1989. Sieć trolejbusowa ma 9 km długości.

## Linie
W Mediaș istnieją trzy linie trolejbusowe:
- T1: Gura Campului − Automecanica
- T2: Gura Campului − Milcov
- T3: Milcov − Automecanica

## Tabor
Do obsługi linii w eksploatacji znajduje się 12 trolejbusów:
- Berliet ER100 − 7 trolejbusów, sprowadzone w 2005 z Lyonu
- Gräf & Stift OE112 M11 − 2 trolejbusy, sprowadzone w 2002 z Salzburga
- Gräf & Stift GE105/54/57A − 1 trolejbus, 4 trolejbusy sprowadzone w 199 z Kapfenbergu
- NAW/Hess/ABB − 1 trolejbus, sprowadzony w 2008 z Biel/Bienne
- Steyr STS 11 HU − 1 trolejbus, sprowadzony w 2002 z Salzburga